# Гиридих
Гиридих (англ. Giridih, хинди गिरीडीह) — город и муниципалитет на севере индийского штата Джаркханд. Административный центр округа Гиридих.

## История
Город Гиридих стал административным центром одноимённого округа после его образования 6 декабря 1972 года путём отделения от округа Хазарибагх.

## География
Расположен в 115 км к северо-востоку от города Хазарибагх, на высоте 288 м над уровнем моря.

## Население
По данным переписи 2011 года население города Гиридих составляет 143 529 человек, из них 74 841 человек (52 %) — мужчины и 68 688 человек (48 %) — женщины. Уровень грамотности составляет 70,5 %. 14,4 % населения составляют дети младше 6 лет. По данным прошлой переписи 2001 года население города насчитывало 98 569 человек.

## Экономика и транспорт
К югу от города имеется месторождение каменного угля, разрабатываемое компанией Central Coalfields, которая является дочерней компанией Coal India Limited (CIL). Добыча каменного угля является основой экономики города и крупнейшей промышленностью в округе Гиридих.
Гиридих является тупиковой станцией на железнодорожной ветке протяжённостью 37 км, связывающей его с городом Мадхупур. В 48 км к западу от Гиридиха находится станция Параснатх, расположенная на основной железной дороге между Дели и Хаорой. Через город проходят национальные шоссе № 2 и № 100. Имеется автобусное сообщение с крупными городами штата Джаркханд и соседних штатов.